# Strach (film 1993)
Strach (hindi: डर / Darr) to bollywoodzki thriller z 1993 roku w reżyserii Yasha Chopry. W roli głównej wystąpił jeden z najpopularniejszych aktorów Bollywoodu Shah Rukh Khan, a jego filmową partnerką była Juhi Chawla. Zdjęcia kręcono w Szwajcarii (lodowce w Sion, przełęcz Jungfraujoch).
W filmie przedstawiono skrytą i obsesyjną miłość do kobiety. Sugestywnie odtworzono atmosferę rosnącego strachu kobiety i desperacji jej tajemniczego wielbiciela.

## Opis
Strach, że ktoś nie odpowie na moją miłość. Strach, że stracę kogoś, kogo kocham. Strach, że ktoś ukochany podzieli swoje życie z kimś innym. Strach jako śmierć każdej miłości. W tej historii Rahulowi (Shahrukh Khan) brakuje odwagi, aby wyjawić miłość do studentki z tego samego college'u. Kocha ją miłością cichą, ale coraz bardziej szaloną. Jego szaleństwo wyrasta z jego samotności. Codzienność Rahula to ściany pokoju obklejone zdjęciami Kiran (Juhi Chawla) i marzeniami o niej. Jego powiernikiem jest cisza w słuchawce, gdy opowiada o swoich przeżyciach nieżyjącej od 18 lat matce. Wkraczając w życie Kiran pod postacią głosu w telefonie czy śpiewu z głośnika, Rahul chce wzbudzić jej miłość. Budzi strach. Ten strach nie kończy się, gdy Kiran poślubiwszy innego mężczyznę (Sunny Deol) wyjeżdża z nim w podróż poślubną do Szwajcarii.

## Obsada
- Shah Rukh Khan – Rahul Mehra
- Juhi Chawla – Kiran Awasti
- Sunny Deol – Sunil Malhotra
- Dalip Tahil – kpt. Mehra, ojciec Rahula
- Anupam Kher – Vijay Avasti
- Annu Kapoor – Vikram (Vicky) Oberoi
- Tanvi Azmi – Poonam Avasti

## Piosenki
Twórcami muzyki jest duet Shiv-Hari. Wykorzystane w filmie piosenki to:
1. "Ang Se Ang Lagana"
2. "Jaadu Teri Nazar"
3. "Te Mere Samne"
4. "Darwaza Band Karlo",
5. "Ishq Da Rog"
6. "Solah Button"
7. "Likha Hai Yeh"
8. "Obsession"

## Nagrody i nominacje
- nominacja do Nagrody Filmfare dla najlepszego reżysera – Yash Chopra
- nominacja do Nagrody Filmfare dla najlepszego aktora w roli negatywnej – Shah Rukh Khan
- Nagroda Filmfare dla Najlepszego Aktora Komediowego – Anupam Kher
- Nagroda National Film Award dla najlepszego aktora w roli komediowej- Anupam Kher
- National Film Award za najpopularniejszy film

## Ciekawostki
- Shah Rukh Khan przyjął rolę odrzuconą przez Aamira Khana. W książce "Still Reading Khan" (Mushtaq Shiekh, wyd. Om Books International s. 120) zacytowano jego wypowiedź na temat tego, że wiele zawdzięcza Aamirowi, przyjmując odrzucane przez niego role (np. w Moim kraju).
- W jednej ze scen filmu Chalte Chalte – Blisko siebie Shah Rukh Khan chwali aktora Sunny'ego Deola, który od 1993 roku okazuje mu wrogość (powodem ma być wspólny występ w filmie Strach, po którym Shah Rukh Khan zyskał większą popularność)[potrzebny przypis].